# Diphyus costaricensis
Diphyus costaricensis là một loài tò vò trong họ Ichneumonidae.